# ウルリヒ3世 (メクレンブルク公)
ウルリヒ3世（Ulrich III., 1527年3月5日 - 1603年3月14日）は、メクレンブルク＝ギュストロー公（在位：1555年 - 1603年）。シュヴェリーン教区の管理者としては「ウルリヒ1世」、メクレンブルク公としては「ウルリヒ3世」と呼ばれる。

## 生涯
ウルリヒは、メクレンブルク公アルブレヒト7世（1488年 - 1547年）とその妻アンナ・フォン・ブランデンブルクの三男として生まれた。父アルブレヒト7世がデンマークの伯爵戦争に関与したことで公領が完全に債務超過となり、父の死後にこの債務超過となった公領の統治を兄ヨハン・アルブレヒト1世に任せたが、ウルリヒも次兄のゲオルク（1552年没）とともに皇帝により公領の統治を委ねられた。
ウルリヒは12歳で教育を受けるためにバイエルン宮廷を訪れた。1539年にインゴルシュタット大学でフィリップス・ルドルフ・ツー・ヘルベン＝シュリューベンとともに神学と法学を学んだ。大学の学生仲間には、同年代のバイエルン公アルブレヒト5世もいた。父アルブレヒト7世の死後、ウルリヒは当初統治への参加を控えていた。ウルリヒはビュッツォーに居を構え、1550年に従兄弟マグヌス3世（1550年 - 1509年）の後を継いでシュヴェリーン教区の管理者となった。1556年2月15日、マグヌス3世の未亡人でデンマーク王フレゼリク1世の娘エリサベトと結婚した。聖堂参事会による選挙は1550年3月26日にヴィスマールのドミニコ会修道院で行われた。別の候補者ハインリヒ・ゲオルクによる脅迫にもかかわらず、全会一致でウルリヒが選出された。翌日、ウルリヒはシュヴェリーンの司教補佐マグヌス・ハラルドソンから管理者に任ぜられた。
伯父のメクレンブルク公ハインリヒ5世（1503年 - 1552年）の死後、兄ヨハン・アルブレヒト1世も借金返済をほとんど行わず、シュマルカルデン戦争後の1552年の皇帝に対するいわゆる諸侯戦争への参加や、芸術と科学への多大な支援によりかえって借金を増大させたため、ウルリヒは契約に従って統治に参加することを主張した。熾烈な相続争いが勃発したが、1556年にブランデンブルク選帝侯ヨアヒム2世のルッピン裁決により決着した。
1555年2月17日、ウルリヒは兄の共同統治者となり、ボイツェンブルク、ヴァルスミューレン、シュヴェリーンの半分、グレーヴェスミューレン、メクレンブルク、シュヴァーン、ギュストローの半分、グノイエン、シュターヴェンハーゲン、シュタルガルトの半分、フェルトベルク、ヴェーゼンベルク、レーデンハーゲンの半分、プラウ、グラーボウ、ゴルローゼンを受け取った。1556年、対立した兄弟は、シュヴェリーンの半分とギュストローの半分を交換したため、今後はウルリヒのみがギュストローに居を構え統治し、一方ヨハン・アルブレヒト1世はシュヴェリーンに居を構えた。さらに、いくつかの世俗化された修道院が分布しており、ウルリヒはエルデナ、ノイクロスター、ダルグン、ブローダ、ドーベランの半分を管理した。領地の分割は、その両方がそれぞれおよそ170万ギルダーの価値を持つように決められたが、同時にチェス盤のような配分となったため、公爵兄弟は共同統治を保持することを余儀なくされた。兄の死後（1576年）、ウルリヒは1576年から1585年まで兄の息子ヨハン7世の、その後1603年まで兄の孫アドルフ・フリードリヒ1世の後見をつとめた。ウルリヒは、多額の負債を負った兄のシュヴェリーン家から、ブコウ、ノイカレン、イヴェナックおよびヴレーデンハーゲンの半分を、担保として手に入れ自領とした。ウルリヒは本邸としてギュストロー城を建設した。また、別邸として、シュタルガルト城、ノイブランデンブルク宮廷、ダルグン城、ドーベラン城、ビュッツォー城があった。
1582年、ウルリヒはメクレンブルク公として最後のアウクスブルクの帝国議会に向けての旅を、多くの側近と共に挙行した。
ウルリヒは普遍的な教育を受けた同時代の君主の典型であり、メクレンブルク家で最も重要な君主の一人となった。その冷静で思慮深く、そして時には勤勉な性格も幸いした。ウルリヒは公領の半分をほぼ無借金で維持することに成功し、死後には約20万ギルダーの財産も残した。また、ティコ・ブラーエやダーフィト・キュートレウスと交流し科学的言論に参加し、ハインリヒ・ランツァウやヨハネス・カーゼリウスなどの人文主義者とも文通した。1594年、ウルリヒはニーダーザクセン・クライスの最高責任者として、差し迫ったトルコ侵攻に対して軍事的および財政的支援を組織し、長い間帝国諸侯議会の中心人物であった。ウルリヒはその死から1か月後、ギュストローがこれまで経験した中で最も壮麗な葬儀をもって大聖堂に埋葬され、そこでフィリップ・ブランディンがウルリヒとその妻たちのために墓碑を造営し、仕事を引き継いだクラウス・ミドウが完成させた。
「1603年3月14日、非常に称賛に値する諸侯であり領主であったメクレンブルク公ウルリヒがギュストローで死去した。そして公の遺体は4月14日、大規模な葬儀と多くの高貴な領主や民衆の集まる中で地下墓地に錫の棺に入れられ埋葬された。葬儀の説教者はルーカス・バックマイスター博士により執り行われた。- ヴィッケ・ショルラー

## 事績
ウルリヒは公共の利益に特に注意を払い、マルティン・ルターの『世俗的権威について』の論文の中にそのための教えを見つけた。その中で、教会改革者はかつてすべてのドイツの主権者に対し、最初の戒めとして、あたかも自分自身の利益のために行動しているかのように国民の共通利益に奉仕するよう教示されていた。ルーテル神学によれば、このような方法で統治されなかった国は、戦争や火事、不作や飢餓などの神罰に絶え間なくさらされるであろうとされていた。メクレンブルク公領をそのような危険から守るために、ウルリヒは教会や司法、行政に書類だけで命令するのではなく、厳格かつ粘り強く命令の多くが遵守されるようにした。ルター派の国家理論を背景にして初めて、ウルリヒがなぜ完全に領地の利益を考え、領内で起こった多くの法的紛争を個人的に解決し、多くの訴訟について首相や他の法律家と毎日何時間も相談したのかを理解することができる。しかし、ウルリヒはあらゆる配慮と監督を行ったにもかかわらず、小氷期の気候変動による影響を防ぐことができなかった。1570年代以降、メクレンブルクにおける不作の増加、特に1597年から1598年の飢餓をウルリヒは天罰として理解し、同時に領内をさらに良くするための動機としても理解した。特に長く続いたものは改訂教会令で、ウルリヒの死の直前に出版され、君主制の終わりまで有効であった。
ウルリヒの外交政策も慎重に行われた。ウルリヒは権力を握ってから死ぬまで、戦争をしなかった。ウルリヒは宗教戦争に勝つ可能性が低かったため、シュマルカルデン戦争にも1552年の遠征にも参加しなかった。ウルリヒは敬虔なルター派であったが、それはこの教義が聖書によってしっかりと確立されていると考えていたからである。同時に、あらゆる種類の熱狂的な宗教者を嫌っていた。ウルリヒは教義上の論争を大学に限定しようとし、大学は議論の場となった。領内の教会では、確立された科学的見解が適用された。従兄弟であるザクセン選帝侯アウグストの指導の下、帝国に忠実なルター派を支持し、1577年の和協信条と1580年の和協信条書に関する運動を支持し、その両方に甥ヨハン7世とジギスムント・アウグストの後見人としても署名した。ウルリヒはそれらを分裂ではなく統一ための作業として理解していたからである。
ウルリヒは法律を遵守していたため、数多くの調停にも関与した。特に、従兄弟であるザクセン選帝侯アウグストとデンマーク王フレゼリク2世とシュレースヴィヒ＝ホルシュタイン＝ゾンダーブルク公ハンスおよびシュレースヴィヒ＝ホルシュタイン＝ゴットルプ公アドルフとの間を仲介し、彼らとも良好な関係を築いていた。ウルリヒは、1588年に義弟のシュレースヴィヒ＝ホルシュタイン＝ゴットルプ公アドルフの後を継いでニーダーザクセン・クライスの連隊長に就任し、さらなる名声を獲得した。

## 結婚と子女

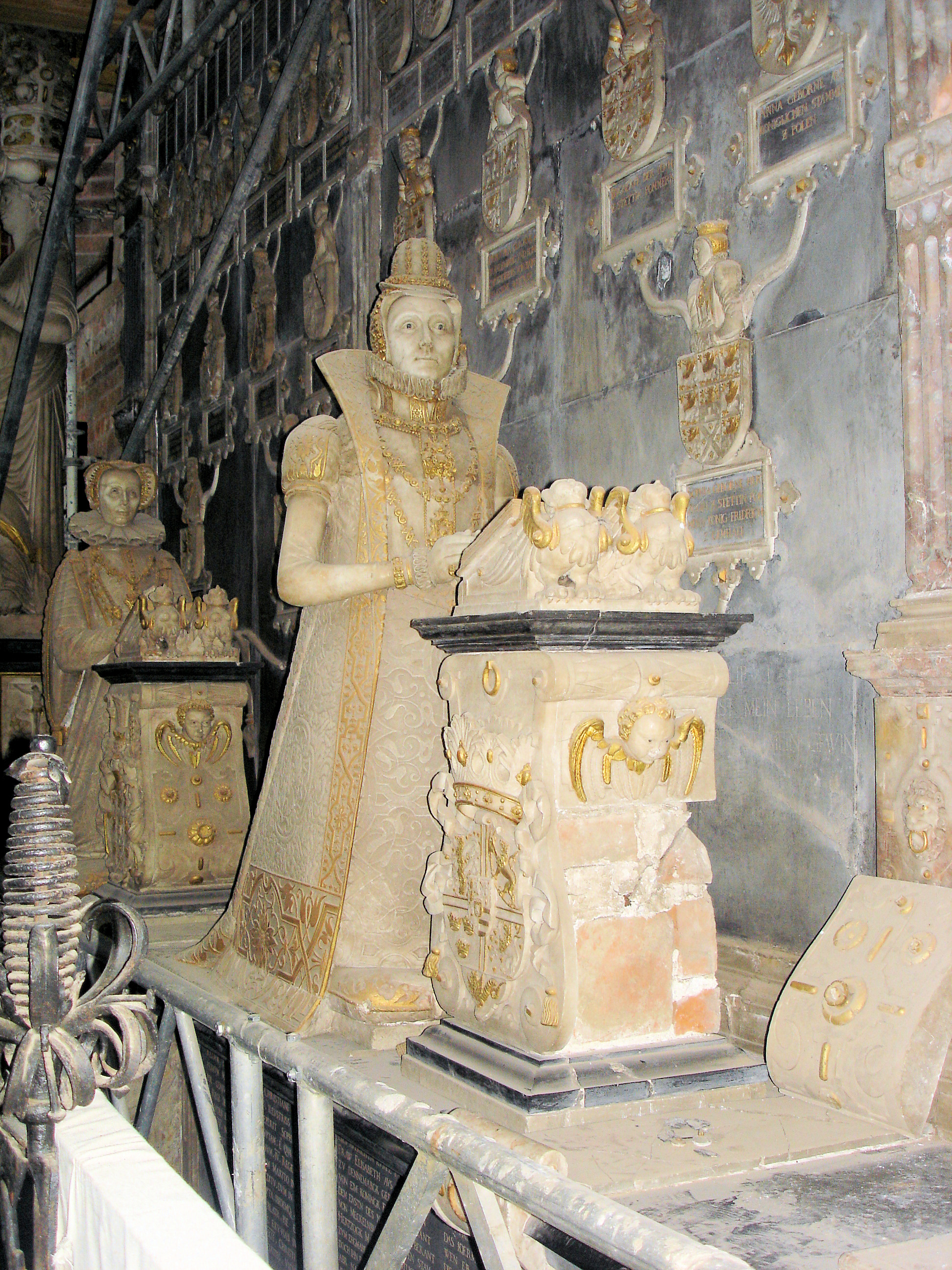
エリサベト・ア・ダンマーク（手前）およびアンナ・フォン・ポンメルン（奥）（ギュストロー大聖堂）

1556年2月15日、従兄弟マグヌス3世の未亡人でデンマーク王フレゼリク1世の娘エリザベトと結婚した。この結婚で生まれた一人娘ゾフィーは、デンマーク王フレゼリク2世と結婚した。この結婚では後にデンマーク王となるクリスチャン4世のほか、祖父にちなんで名付けられたウルリク王子も生まれた。このウルリクも祖父の跡を継いでシュヴェリーン修道院の管理者となった。クリスチャン4世の息子もウルリクと名付けられ、シュヴェリーン修道院の管理者ウルリヒ3世となった。
ウルリヒは、ポメラニア公フィリップ1世とマリア・フォン・ザクセンの娘アンナ・フォン・ポンメルン（1554年 - 1626年）と2度目の結婚をしたが、この結婚では子供は生まれなかった。